# Tobi (futebolista)
Gérson Barbosa, mais conhecido como Tobi (São Paulo, 23 de outubro de 1978), é um futebolista brasileiro que atua como zagueiro e volante. Atualmente joga pelo Santo André.[carece de fontes?] É considerado ídolo da torcida do Sport, onde atuou por mais de 200 partidas.

## Carreira
Em 2000, iniciou a carreira no Bragantino. No ano seguinte, em 2001, se transferiu para o Francana-SP.Em 2002, foi contratado pela Chapecoense-SC. Em 2003, se transferiu para Cianorte-PR. Em 2004 foi para o Guaratinguetá aonde foi emprestado para vários clubes como Juventus-SP 2005, Ituano 2006, Atlético-GO 2006. Em 2007, foi contratado pelo São Caetano aonde jogou por três temporadas 2007, 2008, 2009.
Em 2010, assinou com o Sport, por uma ano, onde entrou nas graças da torcida pela sua garra dentro de campo. Fez sua estreia pelo clube em 27 de janeiro de 2010, no empate com o Salgueiro na quinta rodada do Campeonato Pernambucano daquele ano.
No São Caetano ainda era volante, mas ao ter duas péssimas atuações no seu início pelo Leão, Tobi foi recuado para zagueiro pelo técnico Givanildo Oliveira, posição onde se firmou e virou ídolo. Foi um dos grandes destaques na campanha campeã do Pernambucano de 2010, onde clube conseguiu um pentacampeonato na competição. No fim do seu contrato, renovou seu vinculo com o clube por mais uma temporada.
Em outubro de 2011, completou 100 jogos com a camisa do Sport no empate de 1–1 com a Ponte Preta em partida válida pela Série B. Naquela altura, havia disputado 26 dos 28 jogos na competição, sendo titular absoluto. uma semana depois de ter completo o centésimo jogo, recebeu uma placa em comemoração a marca no jogo contra o Bragantino. Após o acesso do Sport à primeira divisão, seu contrato foi renovado até o fim do Brasileirão 2012.
Completou 200 partidas pelo clube em 9 de outubro de 2012 em partida contra o São Caetano, recebendo uma homenagem pela marca quatro dias depois antes de uma partida contra o Ceará. Após quase quatro anos de Sport e apesar de querer renovar seu contrato, a diretoria optou pela não renovação e em 9 de dezembro de 2013, foi anunciada a sua saida do clube. Foram mais de 200 partidas pelo clube, dois acessos para a Série A do Campeonato Brasileiro e um título do Campeonato Pernambucano em 2010, onde foi o capitão na conquista.
Acertou em dezembro de 2013, para disputar em 2014, com o Linense, depois do Campeonato Paulista Tobi Assinou um contrato com o Bragantino para o Brasileirão Serie B 2014.

## Títulos
Juventus-SP
- Paulistao Série A2: 2005

Sport
- Campeonato Pernambucano: 2010

Chapecoense
- Torneio Seletivo: 2002